# Ninurta-tukulti-Assur
Ninurta-tukultī-Aššur, geschreven als mdNinurta2-tukul-ti-Aš-šur, was voor korte tijd de koning van Assyrië in 1133 v.Chr., en verschijnt als 84e op de Assyrische koningslijst, met de aantekening dat hij de troon bezette voor zijn ṭuppišu, “zijn tablet,” een periode die geacht wordt overeen te komen met alleen het jaar van de troonsbestijging. Hij volgde zijn vader Aššur-dān I op na een lange regeringsperiode, maar hij zag zich al snel van de troon gestoten door zijn broer Mutakkil-Nusku. Hij vluchtte weg uit Aššur en ging in ballingschap in de stad Sišil, op de grens met Babylon waar de ontknoping van het drama plaatsvond.
Men denkt wel dat hij al enige tijd gezamenlijk met zijn vader Aššur-dan I tijdens diens laatste jaren als mederegent is opgetreden omdat er een aanzienlijk aantal administratieve teksten is waarin hij genoemd wordt Zij handelen over landbouwproducten (van steden zoals Arrapha), voedseldistributie, en offergaven in het koninklijk paleis. Zowel hijzelf als zijn vrouw Rimeni worden op zegels genoemd. Een ervan laat een vroeg toneel met Assyrische strijdwagens zien. Slechts drie van deze teksten vermelden hem als koning Er is een verwijzing in deze documenten naar de gedeeltelijke vernietiging van een aantal gebouwen in Kar-Tukulti-Ninurta, tijdens zijn bewind, en er is een haremlijst. De Kroniek P die hem de naam mTukul-ti-Aššur geeft, vertelt dat tijdens zijn regering het beeld van Marduk aan Babylon werd teruggegeven nadat het 66(?) jaar in Assyrië geweest was. Dit lijkt wat aan de lage kant en het is ook een opmerkelijke zaak dat hij een dergelijk verzoenend gebaar in de richting van Babylon zou maken, omdat het de trouw van zijn eigen onderdanen op de proef gesteld zou hebben.
De Assyrische koningslijst zegt dat “Mutakkil-Nusku, zijn broer, met hem streed en hem afvoerde naar Karduniaš. Mutakkil-Nusku hield zelf de troon bezet “voor zijn tablet” (en) stierf (dan).” Een vrij recentelijk gevonden bron werpt nieuw licht op de gang van zaken. Het laat zien dat Ninurta-tukultī-Aššur de steun van de provinciale regio's behouden zou hebben terwijl het hartland de kant van Mutakkil-Nusku koos waardoor er een burgeroorlog ontstond. Daar komen nog fragmenten van een of misschien twee brieven bij van een Babylonische koning, voorzichtig geïdentificeerd als Ninurta-nādin-šumi, (of anders diens voorganger Itti-Marduk-balāṭu of opvolger Nabû-kudurrī-uṣur I). De inhoud ervan is weinig vriendelijk aan het adres van Mutakkil-Nusku en houdt een dreigement in Ninurta-tukultī-Aššur weer op de troon te zetten. Wie precies zijn Babylonische tegenhanger was is niet helemaal duidelijk. De Synchronistische koningslijst geeft een naam die het element Marduk- bevat, terwijl de andere fragmenten geen verder licht op de zaak werpen. De brieftekst is slecht bewaard gebleven en moeilijk te ontcijferen, maar de Babyloniër citeert de Assyriërs beschrijving van diens broer als een ku-lu-‘-ú la zi-ka-ru šu-ú, “een kulu’u, en geen man,”. De term kuku'u betekent zoiets als een 'verwijfde castraat die in de cultus optreedt'. De patstelling werd blijkbaar doorbroken door een aanval van het leger van Mutakkil-Nusku op de grenssterkte Sišil waar Ninurta-tukultī-Aššur zich verschanst had. Hierna verdwijnen beide broers uit de geschiedenis, mogelijk omdat ze beiden omkwamen in hun broederstrijd. Vervolgens kwam Mutakkil-Nusku’s zoon Aššur-reš-iši I op de troon.

## Inscripties
1. ↑  Bijvoorbeeld tablet KAJ 188.
2. ↑  Chronicle P (ABC 22), iv 12–13
3. ↑  Assyrian Kinglist copies: Nassouhi, iii 43f, Khorsabad, iii 32f and SDAS iii 19f.
4. ↑  Khorsabad kinglist iii 34–36: mMu-tak-kil-dNusku aḫu-šú itti-šú i-duk a-na kurKar-du-ni-áš, e-bu-uk-šú ṭup-pi-šú mMu-tak-kil-dNusku giškussȗ, uk-ta-il šadâ e-mid.
5. ↑  Ms. A2.
6. ↑  Tablets BM 104727 (1913-5-12, 2) + Sm. 2116 and K. 212 + K. 4448.
7. ↑  Synchronistic King List ii 12 KAV 216 (tablet Ass 14616c).
8. ↑  Synchronistic King List fragment KAV 10, 3 (tablet VAT 11261).
9. ↑  Synchronistic King List fragment KAV 12, 1 (tablet VAT 11338).

## Verwijzingen
1. ↑  David Kertai (2008–9). The History of the Middle Assyrian Empire. Talanta: proceedings of the Dutch Archaeological and Historical Society 60–61.
2. ↑  Trevor Bryce (2009). The Routledge Handbook of The People and Places of Ancient Western Asia. Routledge, 67, 373.
3. ↑  A. K. Grayson (1975). Assyrian and Babylonian chronicles. J. J. Augustin, p. 176.
4. ↑  A. K. Grayson (1999). Reallexikon der Assyriologie und Vorderasiatischen Archäologie: Klagegesang - Libanon, Volume 6. Walter De Gruyter, "Königslisten und Chroniken", 111–112.
5. ↑  Jaume Llop, A. R. George (2000–1). Die babylonisch-assyrischen Beziehungen und die innere Lage Assyriens in der Zeit der Auseinandersetzung zwischen Ninurta-tukulti-Aššur und Mutakkil-Nusku nach neuen keilschriftlichen Quellen. Archiv für Orientforschung 48–49: 1–20.
6. ↑  A. R. George (2007). If a Man Builds a Joyful House: Assyriological Studies in Honor of Erle Verdun Leichty. Brill, "Babylonian Texts from the Folios of Sidney Smith, part three: a commentary on a ritual of the month Nisan", p. 175.

- Dit artikel of een eerdere versie ervan is een (gedeeltelijke) vertaling van het artikel Ninurta-apal-Ekur op de Engelstalige Wikipedia, dat onder de licentie Creative Commons Naamsvermelding/Gelijk delen valt. Zie de bewerkingsgeschiedenis aldaar.